# Table des caractères Unicode/U1B170
Cette page contient des caractères spéciaux ou non latins. S’ils s’affichent mal (▯, ?, etc.), consultez la page d’aide Unicode.
Table des caractères Unicode U+1B170 à U+1B2FF (110 960 à 111 359 en décimal).

## Nüshu(Unicode 10.0)
Caractères de l’écriture nüshu. Le nüshu (« écriture des femmes ») est une écriture idéographique qui était exclusivement utilisée par des femmes du district de Jiangyong, dans la province chinoise du Hunan. Ses caractères sont tracés dans une mise en forme plus étroite que les carrés des sinogrammes CJC du chinois traditionnels (les traits du nüchu sont plus allongés sont plus simples, souvent de simples arcs qui se croisent ou se touchent aux extrémités ou des points, le plus souvent orientés dans des directions obliques, avec une graisse de tracé nettement plus régularisée et habituellement sans fioritures ni rebours aux extrémités). 
Dans ce bloc, les caractères ont été initialement classés suivant le nombre de leurs traits (de un à seize). Certains d'entre eux sont annotés avec un renvoi vers un sinogramme CJC unifié avec lequel ils se rapproches (les sinogrammes CJC ne sont pas équivalents et leurs glyphes clairement distinguables, aussi bien dans les métriques de mise en forme que dans l’orientation, la courbure et la régularisation de la graisse des traits).

### Table des caractères
| en fr   | 0  | 1  | 2  | 3  | 4  | 5  | 6  | 7  | 8  | 9  | A  | B  | C  | D  | E  | F  |
| ------- | -- | -- | -- | -- | -- | -- | -- | -- | -- | -- | -- | -- | -- | -- | -- | -- |
| U+1B170 | 𛅰 | 𛅱 | 𛅲 | 𛅳 | 𛅴 | 𛅵 | 𛅶 | 𛅷 | 𛅸 | 𛅹 | 𛅺 | 𛅻 | 𛅼 | 𛅽 | 𛅾 | 𛅿 |
| U+1B180 | 𛆀 | 𛆁 | 𛆂 | 𛆃 | 𛆄 | 𛆅 | 𛆆 | 𛆇 | 𛆈 | 𛆉 | 𛆊 | 𛆋 | 𛆌 | 𛆍 | 𛆎 | 𛆏 |
| U+1B190 | 𛆐 | 𛆑 | 𛆒 | 𛆓 | 𛆔 | 𛆕 | 𛆖 | 𛆗 | 𛆘 | 𛆙 | 𛆚 | 𛆛 | 𛆜 | 𛆝 | 𛆞 | 𛆟 |
| U+1B1A0 | 𛆠 | 𛆡 | 𛆢 | 𛆣 | 𛆤 | 𛆥 | 𛆦 | 𛆧 | 𛆨 | 𛆩 | 𛆪 | 𛆫 | 𛆬 | 𛆭 | 𛆮 | 𛆯 |
| U+1B1B0 | 𛆰 | 𛆱 | 𛆲 | 𛆳 | 𛆴 | 𛆵 | 𛆶 | 𛆷 | 𛆸 | 𛆹 | 𛆺 | 𛆻 | 𛆼 | 𛆽 | 𛆾 | 𛆿 |
| U+1B1C0 | 𛇀 | 𛇁 | 𛇂 | 𛇃 | 𛇄 | 𛇅 | 𛇆 | 𛇇 | 𛇈 | 𛇉 | 𛇊 | 𛇋 | 𛇌 | 𛇍 | 𛇎 | 𛇏 |
| U+1B1D0 | 𛇐 | 𛇑 | 𛇒 | 𛇓 | 𛇔 | 𛇕 | 𛇖 | 𛇗 | 𛇘 | 𛇙 | 𛇚 | 𛇛 | 𛇜 | 𛇝 | 𛇞 | 𛇟 |
| U+1B1E0 | 𛇠 | 𛇡 | 𛇢 | 𛇣 | 𛇤 | 𛇥 | 𛇦 | 𛇧 | 𛇨 | 𛇩 | 𛇪 | 𛇫 | 𛇬 | 𛇭 | 𛇮 | 𛇯 |
| U+1B1F0 | 𛇰 | 𛇱 | 𛇲 | 𛇳 | 𛇴 | 𛇵 | 𛇶 | 𛇷 | 𛇸 | 𛇹 | 𛇺 | 𛇻 | 𛇼 | 𛇽 | 𛇾 | 𛇿 |
| U+1B200 | 𛈀 | 𛈁 | 𛈂 | 𛈃 | 𛈄 | 𛈅 | 𛈆 | 𛈇 | 𛈈 | 𛈉 | 𛈊 | 𛈋 | 𛈌 | 𛈍 | 𛈎 | 𛈏 |
| U+1B210 | 𛈐 | 𛈑 | 𛈒 | 𛈓 | 𛈔 | 𛈕 | 𛈖 | 𛈗 | 𛈘 | 𛈙 | 𛈚 | 𛈛 | 𛈜 | 𛈝 | 𛈞 | 𛈟 |
| U+1B220 | 𛈠 | 𛈡 | 𛈢 | 𛈣 | 𛈤 | 𛈥 | 𛈦 | 𛈧 | 𛈨 | 𛈩 | 𛈪 | 𛈫 | 𛈬 | 𛈭 | 𛈮 | 𛈯 |
| U+1B230 | 𛈰 | 𛈱 | 𛈲 | 𛈳 | 𛈴 | 𛈵 | 𛈶 | 𛈷 | 𛈸 | 𛈹 | 𛈺 | 𛈻 | 𛈼 | 𛈽 | 𛈾 | 𛈿 |
| U+1B240 | 𛉀 | 𛉁 | 𛉂 | 𛉃 | 𛉄 | 𛉅 | 𛉆 | 𛉇 | 𛉈 | 𛉉 | 𛉊 | 𛉋 | 𛉌 | 𛉍 | 𛉎 | 𛉏 |
| U+1B250 | 𛉐 | 𛉑 | 𛉒 | 𛉓 | 𛉔 | 𛉕 | 𛉖 | 𛉗 | 𛉘 | 𛉙 | 𛉚 | 𛉛 | 𛉜 | 𛉝 | 𛉞 | 𛉟 |
| U+1B260 | 𛉠 | 𛉡 | 𛉢 | 𛉣 | 𛉤 | 𛉥 | 𛉦 | 𛉧 | 𛉨 | 𛉩 | 𛉪 | 𛉫 | 𛉬 | 𛉭 | 𛉮 | 𛉯 |
| U+1B270 | 𛉰 | 𛉱 | 𛉲 | 𛉳 | 𛉴 | 𛉵 | 𛉶 | 𛉷 | 𛉸 | 𛉹 | 𛉺 | 𛉻 | 𛉼 | 𛉽 | 𛉾 | 𛉿 |
| U+1B280 | 𛊀 | 𛊁 | 𛊂 | 𛊃 | 𛊄 | 𛊅 | 𛊆 | 𛊇 | 𛊈 | 𛊉 | 𛊊 | 𛊋 | 𛊌 | 𛊍 | 𛊎 | 𛊏 |
| U+1B290 | 𛊐 | 𛊑 | 𛊒 | 𛊓 | 𛊔 | 𛊕 | 𛊖 | 𛊗 | 𛊘 | 𛊙 | 𛊚 | 𛊛 | 𛊜 | 𛊝 | 𛊞 | 𛊟 |
| U+1B2A0 | 𛊠 | 𛊡 | 𛊢 | 𛊣 | 𛊤 | 𛊥 | 𛊦 | 𛊧 | 𛊨 | 𛊩 | 𛊪 | 𛊫 | 𛊬 | 𛊭 | 𛊮 | 𛊯 |
| U+1B2B0 | 𛊰 | 𛊱 | 𛊲 | 𛊳 | 𛊴 | 𛊵 | 𛊶 | 𛊷 | 𛊸 | 𛊹 | 𛊺 | 𛊻 | 𛊼 | 𛊽 | 𛊾 | 𛊿 |
| U+1B2C0 | 𛋀 | 𛋁 | 𛋂 | 𛋃 | 𛋄 | 𛋅 | 𛋆 | 𛋇 | 𛋈 | 𛋉 | 𛋊 | 𛋋 | 𛋌 | 𛋍 | 𛋎 | 𛋏 |
| U+1B2D0 | 𛋐 | 𛋑 | 𛋒 | 𛋓 | 𛋔 | 𛋕 | 𛋖 | 𛋗 | 𛋘 | 𛋙 | 𛋚 | 𛋛 | 𛋜 | 𛋝 | 𛋞 | 𛋟 |
| U+1B2E0 | 𛋠 | 𛋡 | 𛋢 | 𛋣 | 𛋤 | 𛋥 | 𛋦 | 𛋧 | 𛋨 | 𛋩 | 𛋪 | 𛋫 | 𛋬 | 𛋭 | 𛋮 | 𛋯 |
| U+1B2F0 | 𛋰 | 𛋱 | 𛋲 | 𛋳 | 𛋴 | 𛋵 | 𛋶 | 𛋷 | 𛋸 | 𛋹 | 𛋺 | 𛋻 |    |    |    |    |

### Historique

#### Version initiale Unicode 10.0
À ce jour, c'est la seule version de ce bloc.